# Wojciech Giedrys
Wojciech Giedrys (ur. 1 stycznia 1981 w Olsztynie) – dziennikarz, poeta, prozaik, krytyk literacki. W latach 1998–2005 redaktor naczelny Pisma Artystyczno-Literackiego „Undergrunt”. Autor książki poetyckiej Ścielenie i grzebanie (Wyd. Mamiko, 2004), za którą otrzymał I nagrodę w Ogólnopolskim Konkursie Literackim „Złoty Środek Poezji” 2005 za najlepszy poetycki debiut książkowy roku 2004. Publikował m.in. w „Twórczości”, „Odrze”, „Kresach” i innych. Pracował jako dziennikarz w „Gazecie Wyborczej”, „Gazecie Pomorskiej” i „Dzień Dobry Toruń”. Mieszka w Toruniu, gdzie pracuje jako dziennikarz portalu informacyjnego i gazety „Tylko Toruń” i „Poza Toruń”.